# Mlékovice (Toušice)
Mlékovice je vesnice, část obce Toušice v okrese Kolín. Nachází se 1 km na jihovýchod od Toušic mezi Mlékovickým rybníkem a rybníkem Stojespal. Vesnicí protéká říčka Bečvárka, která je pravostranným přítokem řeky Výrovky. Mlékovice je také název katastrálního území o rozloze 2,34 km².

## Historie
První písemná zmínka o vesnici pochází z roku 1287, kdy byl zmíněn Majnuš z Mlékovic, který byl předkem zemanů z Mlékovic, příbuzných s pány ze Zásmuk.
V západní části obce stojí bývalá vojenská záložní nemocnice, později přestavěná na domov pro seniory.

## Doprava

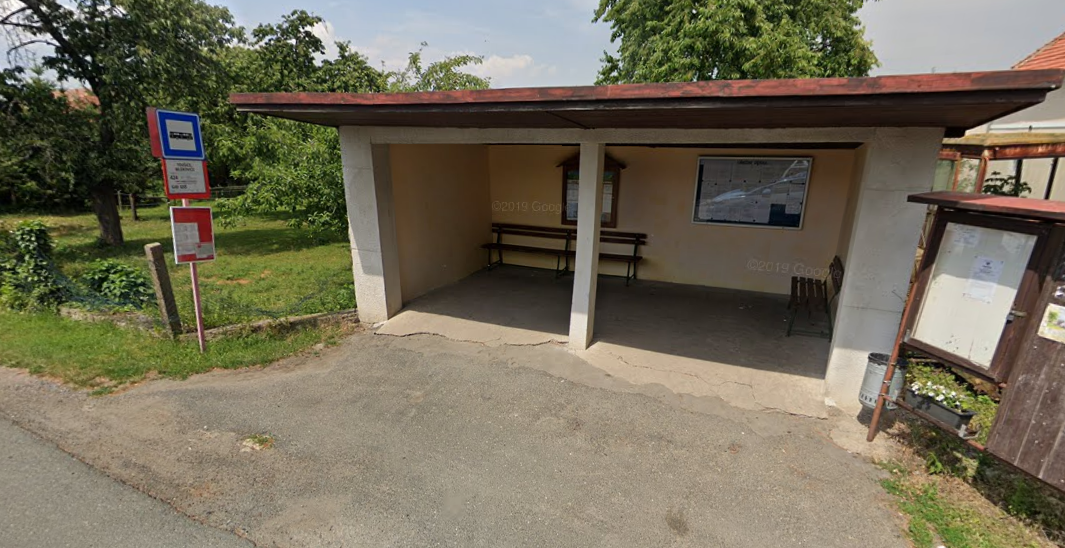
Zastávka v Mlékovicích

Vesnicí vede nachází se zde silnice III/33339 Drahobudice – Bečváry – Toušice. Ve vzdálenosti tři kilometry vede silnice I/2 Praha–Pardubice. Na území vesnice se nachází autobusová zastávka Toušice, Mlékovice. Projíždí zde linky PID 424 (Kolín – Toušice – Kouřim – Ždánice) a linka PID 460 (Bečváry – Zásmuky – Plaňany – Vrbčany)

## Další fotografie

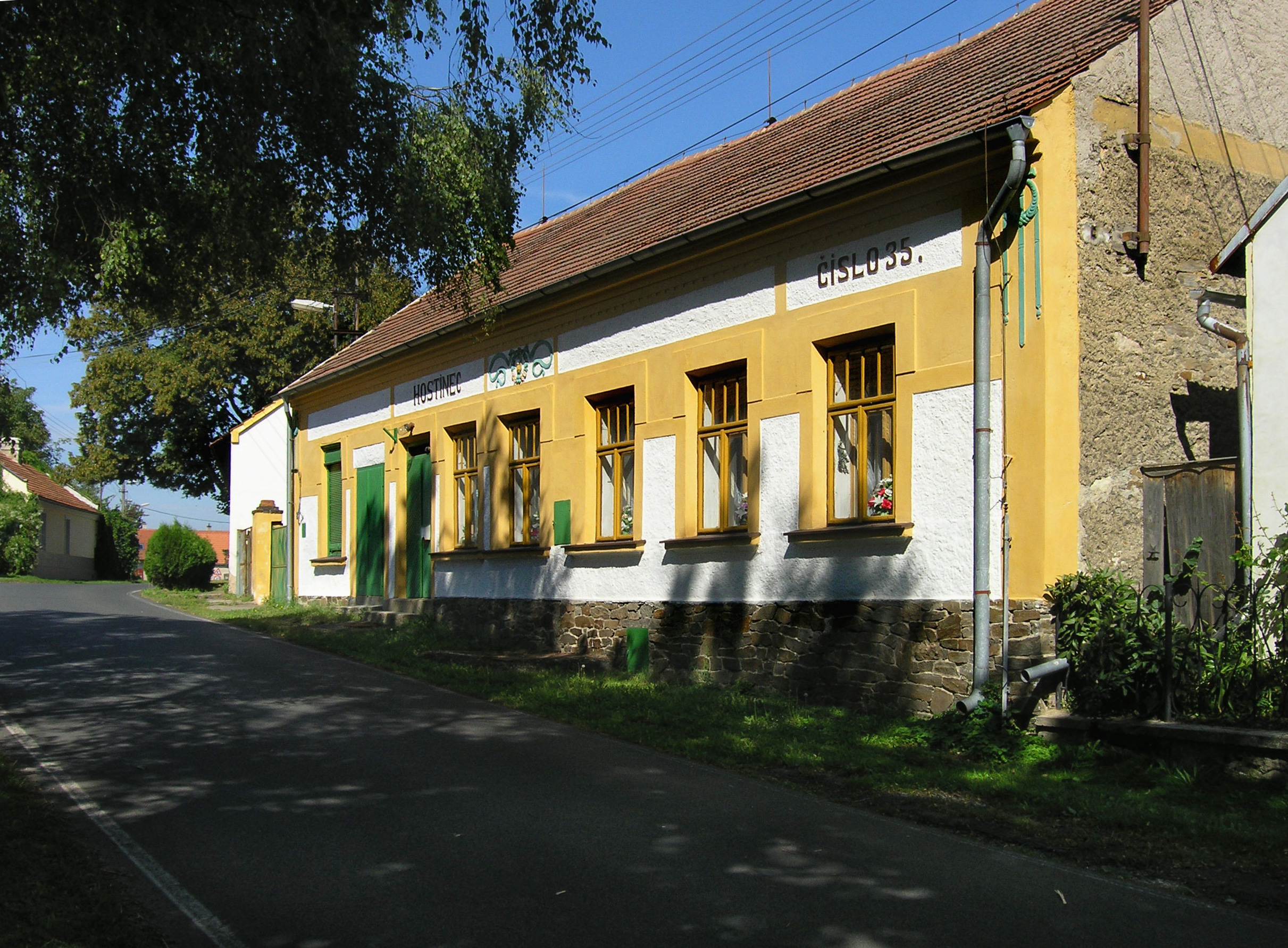
Hostinec U Novotných
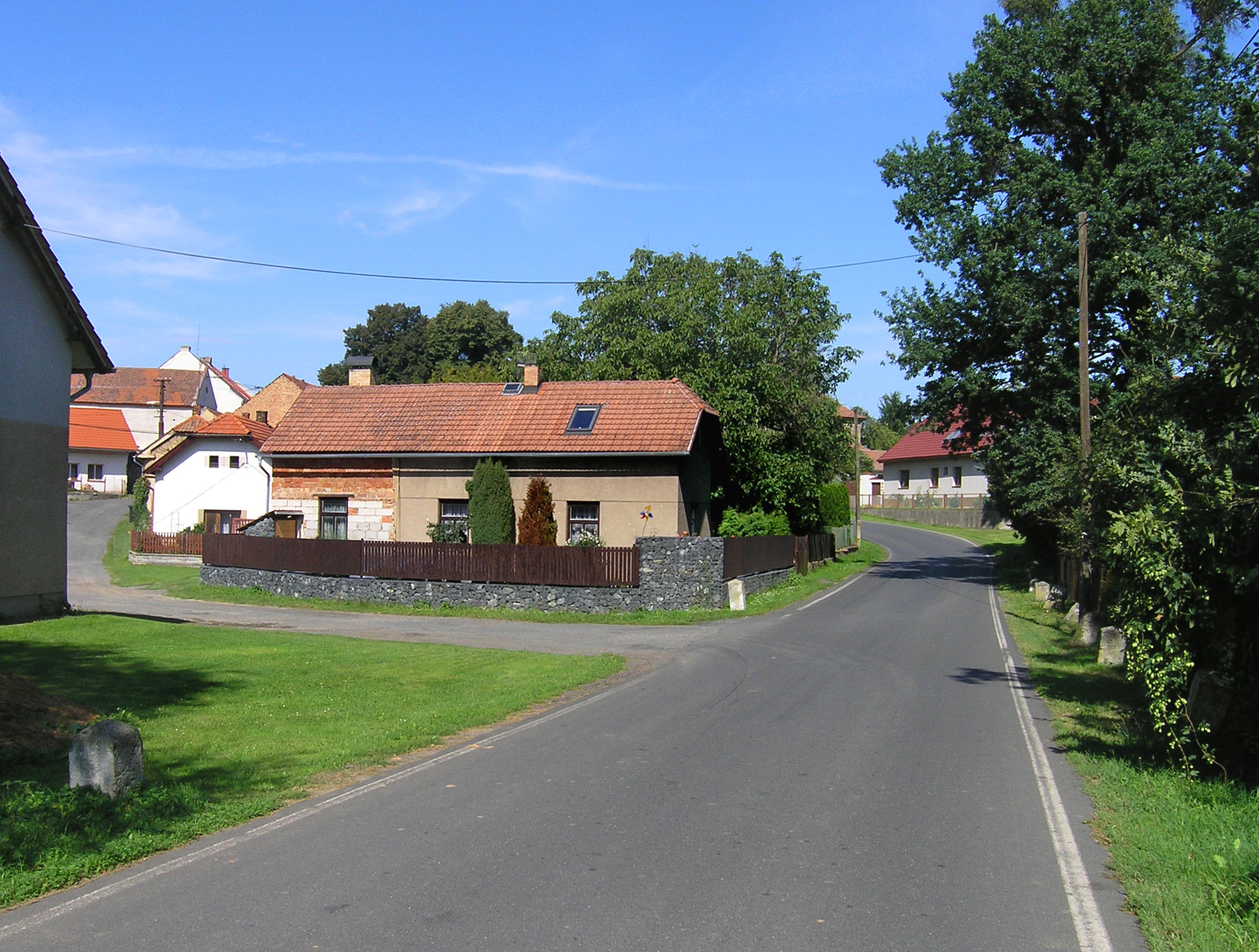
Spodní část vesnice u říčky Bečvárky
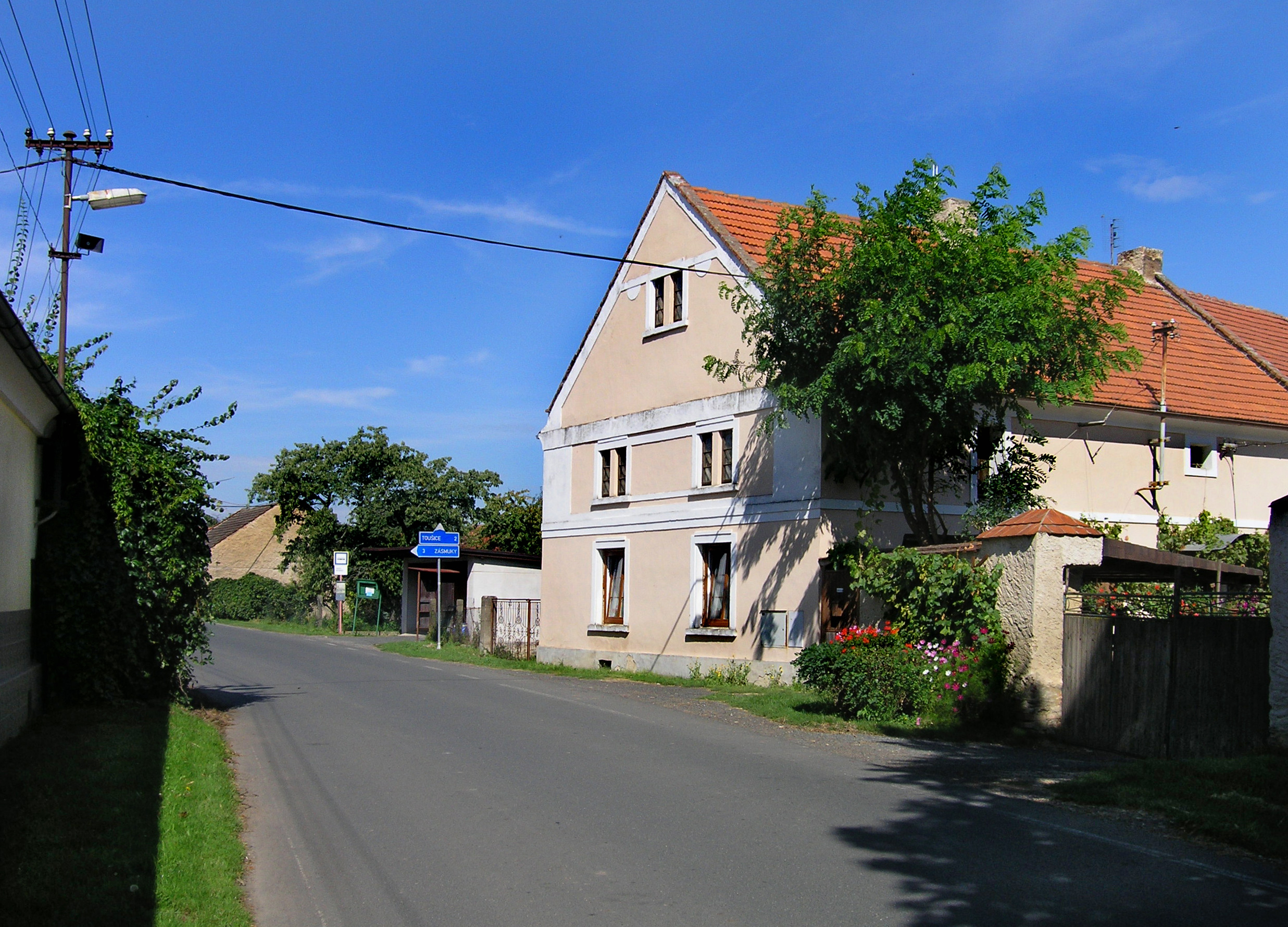
Střední část vesnice